# الإمبراطورية البيزنطية تحت حكم السلالة الكومنينية
الإمبراطورية البيزنطية أو بيزنطية هو مصطلح يستخدمه المؤرخون عادة لوصف الإمبراطورية الرومانية الناطقة باليونانية في العصور الوسطى، المتمركزة على عاصمتها القسطنطينية. بعد النجاة من سقوط الإمبراطورية الرومانية الغربية خلال العصور القديمة المتأخرة، استمرت الإمبراطورية البيزنطية في العمل حتى تم غزوها من قبل الأتراك العثمانيين في عام 1453.
في سياق التاريخ البيزنطي، تُعرف الفترة من حوالي 1081 إلى حوالي 1185 في كثير من الأحيان بالفترة الكومنينيونية، بعد السلالة الكومنينيونية. لقد حكم الأباطرة الكومنيانيون الخمسة (ألكسيوس الأول ويوحنا الثاني ومانويل وألكسيوس الثاني وأندرونيكوس الأول) لمدة 104 سنوات، وترأسوا استعادة مستمرة، صعبة، رغم أنها غير مكتملة، للموقف العسكري والإقليمي والاقتصادي والسياسي في الإمبراطورية البيزنطية

## الأزمة والتجزئة
نشأ عصر الكومنينيونية في فترة من الصعوبات والصراعات داخل للإمبراطورية البيزنطية. بعد فترة من النجاح النسبي والتوسع في عهد الأسرة المقدونية (867- 1054)، شهدت المملكة عدة عقود من الركود والانحدار، والتي بلغت ذروتها في تدهور كبير في الوضع العسكري والإقليمي والاقتصادي والسياسي للإمبراطورية البيزنطية وذلك بانضمام أليكسيوس الأول كومنينوس عام 1081.
نتجت المشاكل التي واجهتها الإمبراطورية جزئيًا عن النفوذ والقوة المتنامية للأرستقراطية، والتي أضعفت البنية العسكرية للإمبراطورية من خلال تقويض النظام الرئيسي الذي درَّب الجيش وأدار شؤونه. وابتداءً من وفاة الإمبراطور العسكري باسيل الثاني عام 1025, قامت سلسلة طويلة من الحكام الضعفاء بحلّ الجيوش الكبيرة التي كانت تدافع عن المقاطعات الشرقية; ولكن بدلًا من ذلك، خُزِّن الذهب وتم تكديسه في القسطنطينية بشكل ظاهري فقط من أجل استئجار المرتزقة في حالة نشوء متاعب. وفي الواقع، تم تخصيص أغلب الأموال بمثابة هدايا للإمبراطور أو مآدب باهظة وكماليات أخرى لعائلة الإمبراطور.
وفي الوقت نفسه، انحلَّت بقية القوات المسلحة التي كانت هائلة العدد في الماضي إلى الحدّ الذي لم تعد فيه قادرة على العمل كجيش كامل. إذ جُمع الرجال المسنون الذين يستخدمون معداتهم القديمة مع المستجدين الجُدد الذين لم يسبق لهم وشاركوا في أي تدريب عسكري.
عُدَّ تزامن وصول أعداء جُدد عدوانيين – وهم الأتراك في الشرق والنورمان في الغرب - عاملًا آخر من عوامل المساهمة في عملية التجزئة. وفي عام 1040، بدأ النورمان، الذين هم في الأصل من المرتزقة الذين لا يملكون أرض خاصة بهم والقادمون من الأجزاء الشمالية من أوروبا بهدف النهب، بمهاجمة معاقل بيزنطية واقعة في جنوب إيطاليا. وبهدف حلّ المشاكل التي قاموا بها، أرسلت إلى إيطاليا في عام 1042 قوة مختلطة من المرتزقة والجنود تحت قيادة جورج مانياكيس.
قاد مانياكيس وقواته حملة وحشية ناجحة، ولكن قبل أن يتم الانتهاء منها، كان قد استُدعي إلى القسطنطينية. وبعد غضبه جراء سلسلة من الاعتداءات ضد زوجته وممتلكاته من قِبَل أحد منافسيه، قرّرت قواته تعيينه بمثابة إمبراطور، وبذلك قادهم عبر البحر الأدرياتيكي إلى النصر ضد قوات الجيش الموالي. لكنه أصيب بجرح بالغ ما أدَّى إلى وفاته بعد ذلك بقليل. ومع غياب المعارضة في البلقان، تمكَّن النورمان من استكمال عملياتهم لطرد البيزنطيين من إيطاليا بحلول عام 1071.
على الرغم من خطورة هذه الخسارة، إلا أن الكارثة الأعظم التي تعرَّضت لها الإمبراطورية في آسيا الصغرى كانت على وشك أن تحدث. وبسبب اهتمام السلالة السلجوقية القديم بإلحاق الهزيمة بمصر في عهد الدولة الفاطمية، فقد شنُّوا سلسلة من الغارات القوية في أرمينيا وشرق الأناضول – التي تُعد أرض التجنيد الرئيسية للجيوش البيزنطية. ومع انتشار الضعف بين الجيوش الإمبراطورية بسبب التمويل الضئيل والحرب الأهلية، أدرك الإمبراطور رومانوس الرابع ديوجينيس أن إعادة الهيكلة والبناء أمرًا بالغ الأهمية. وبالتالي، حاول قيادة حملة دفاعية في الشرق إلى أن استعادت قواته القدر الكافي من القوة لإلحاق الهزيمة بالسلاجقة. ولكن، تعرَّض الإمبراطور لهزيمة مفاجئة على أيدي ألب أرسلان (سلطان الأتراك السلجوقي) في معركة ملاذكرد في عام 1071. وقد تم أسر رومانوس على الرغم من أن الشروط السلمية التي وضعها السلطان كانت متساهلة إلى حدّ ما، فقد أسفرت المعركة على المدى البعيد عن خسارة كاملة للأناضول البيزنطية.
عند إطلاق سراحه، وجد رومانوس أن أعداءه قد تآمروا ضده لوضع مرشحهم على العرش في غيابه. وبعد هزيمتين في المعركة ضد المتمردين، استسلم رومانوس وعانى من موت مروع نتيجة التعذيب الذي تلقاه. رفض الحاكم الجديد ميخائيل السابع دوكاس احترام شروط المعاهدة التي وقَّعها رومانوس. وفي الرد على ذلك، بدأ الأتراك في التحرك إلى الأناضول في عام 1073؛ وكان انهيار النظام الدفاعي القديم يعني أنهم لم يلاقوا أي معارضة. ولزداد الطين بلة، ساد جو من الفوضى مع إهدار الموارد المتبقية للإمبراطورية في سلسلة من الحروب الأهلية التي انتهت بشكل مأساوي. عبر الآلاف من رجال القبائل التركمانية الحدود غير الخاضعة لأي سلطة وانتقلوا إلى الأناضول. وبحلول عام 1080، فقدت الإمبراطورية أراضيها بمساحة تبلغ 30000 ميل مربع (78000 كم مربع).